# زين الدين يوسف بن شرف الدين
زين الدين يوسف بن شرف الدين محمد بن الحسن بن عدي بن صخر بن مسافر الأموي هو شيخ يجله اليزيديون ويعتبرونه من قديسي طائفتهم.
فضل ابنه زين الدين يوسف أن لا يصبح خليفة لوالده شرف الدين بن الحسن بعد مقتله سنة 1258 بسبب عدائه للمغول، وهو في طريقه إلى السلطان عز الدين كيكاوس، ففضل أن يشغل عمه فخر الدين بن عدي الزعامة لأنه كان متزوجًا من مغولية.
سافر إلى مصر وانقطع إلى طلب العلم والتعبد، فمات في التكية العدوية في القاهرة سنة 725هـ (بين 1324 و1325م).